# 레이던 대학교
레이던 대학교(네덜란드어: Universiteit Leiden)는 레이던 시에 위치하며 네덜란드에서 가장 오래된 대학교이다.

## 역사
이 대학교는 1575년 오렌지 공 윌리엄이 설립하였다. 그는 80년 전쟁시의 네덜란드 반군의 지도자였다. 이러한 인연으로 네덜란드 왕실인 오라녜나사우 왕가와 레이던 대학교는 밀접한 관계에 있다. 베아트릭스 여왕과 빌럼알렉산더르 국왕이 공부하였다. 2005년 베아트릭스 여왕은 명예 학위를 레이던 대학교에서 받았다. 현 네덜란드 수상 마크 루터, 노벨상 수상자 아인슈타인을 포함한 많은 위인들과 밀접한 관계를 맺어왔다.
오늘날 이 대학교는 50개의 학과와 150개의 학부 프로그램을 유지하며 국제적인 명성을 지녔다. 2013년 타임즈 세계 대학교 랭킹에서 67위에 자리매김 하였고 유럽에서는 16위로 20대 대학에 포함되었다. 네덜란드에서는 1위에 올랐다.
레이던 대학교에는 40개 이상의 국립과 국제 연구기관이 있다.

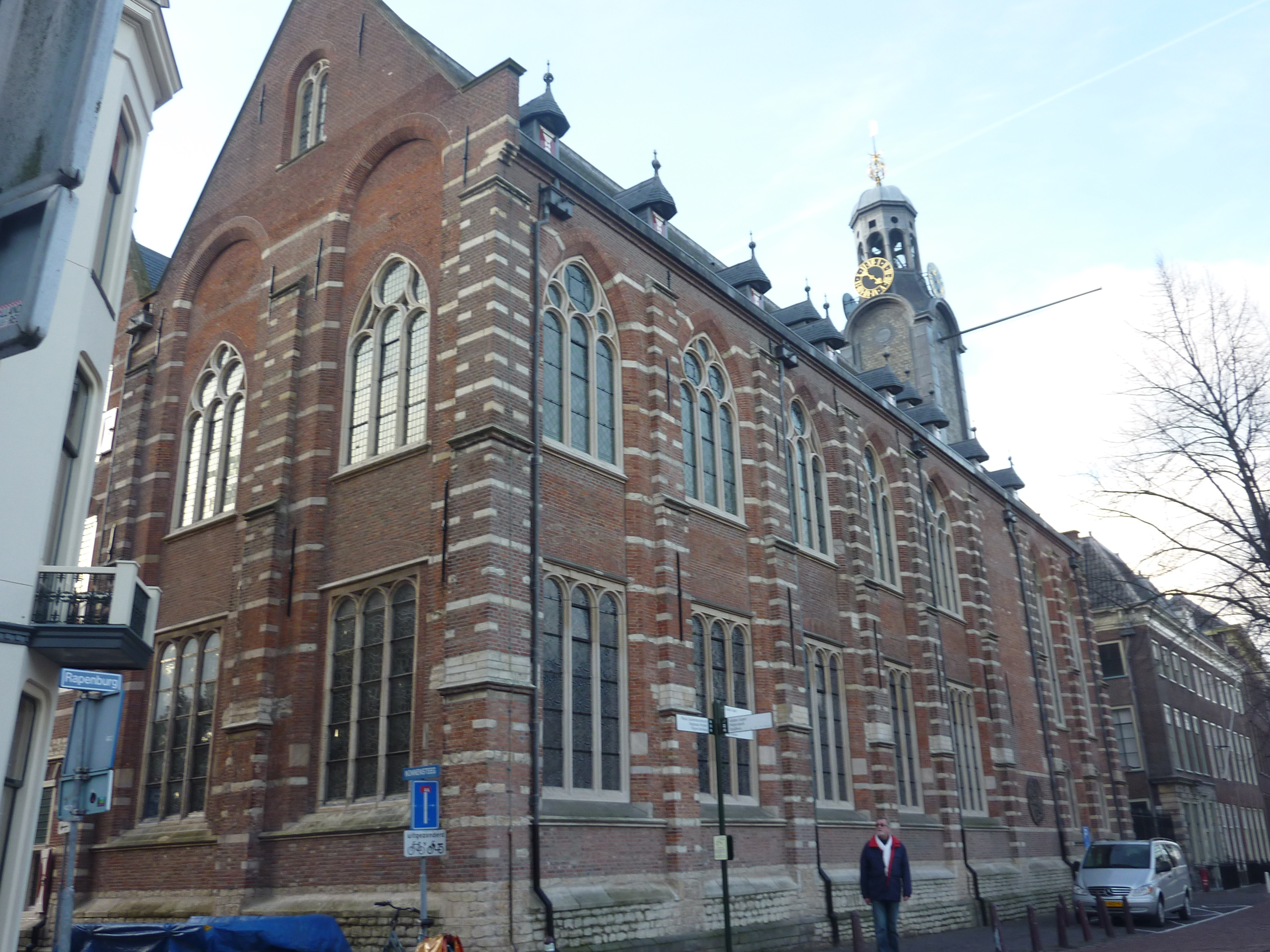
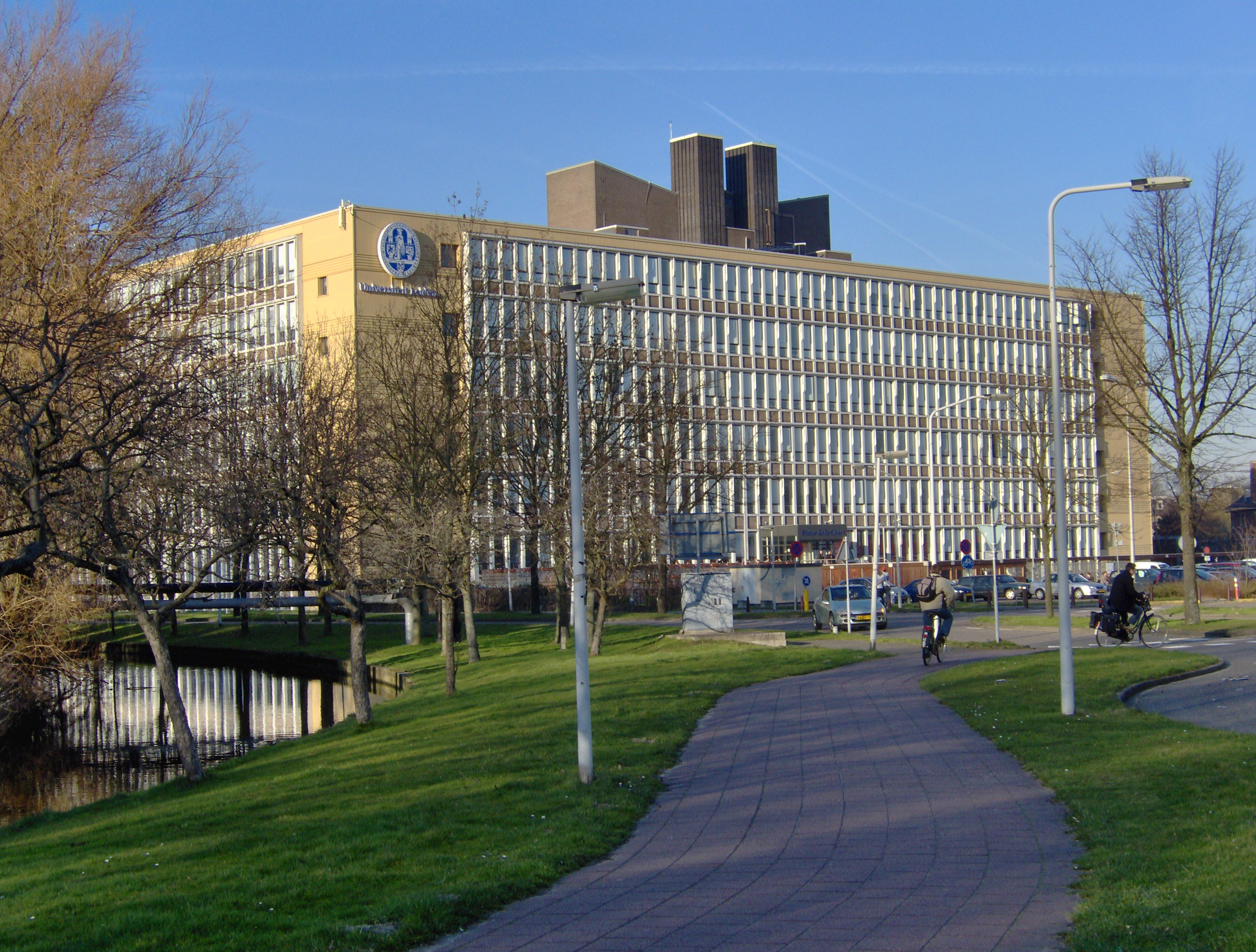
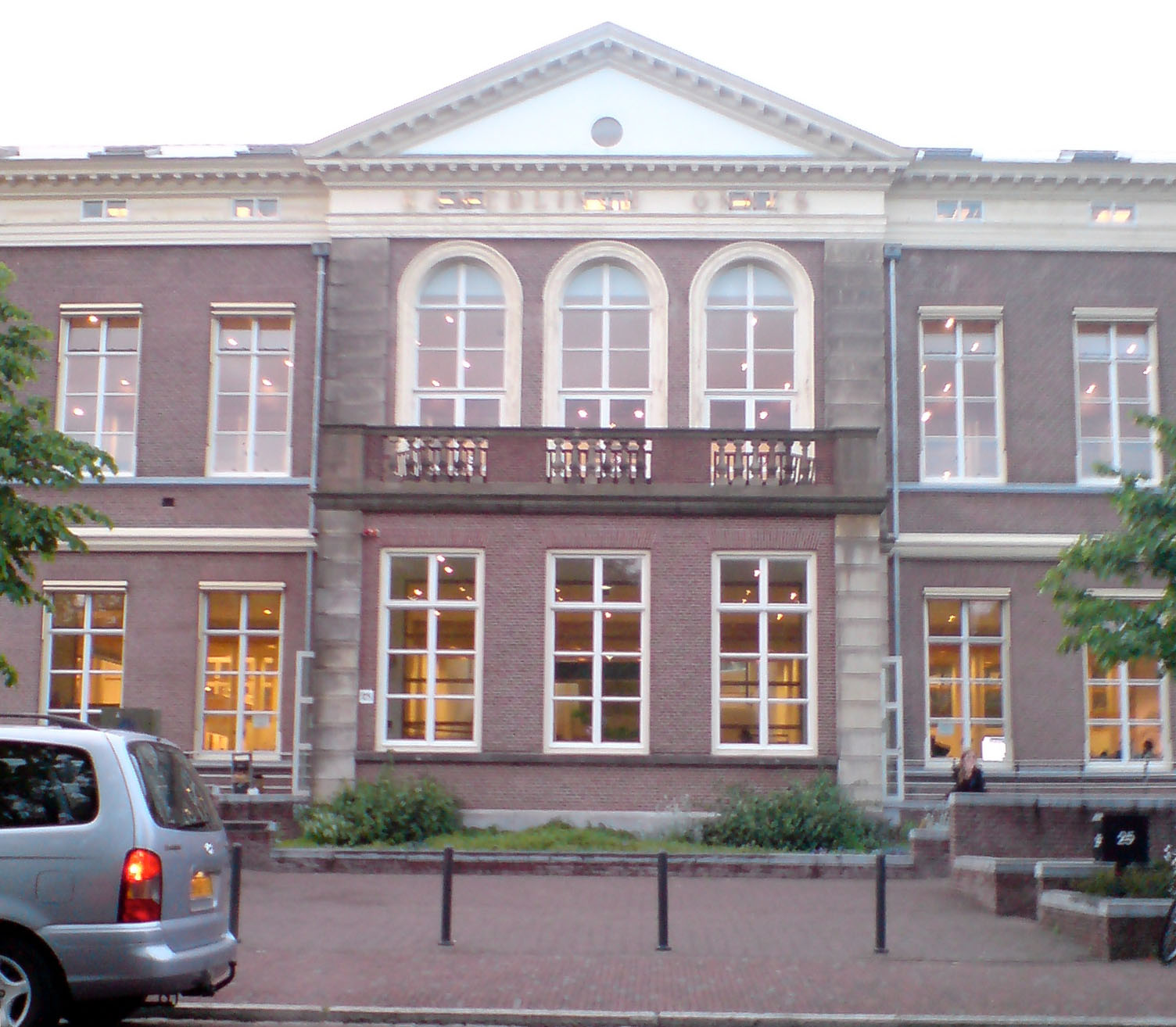
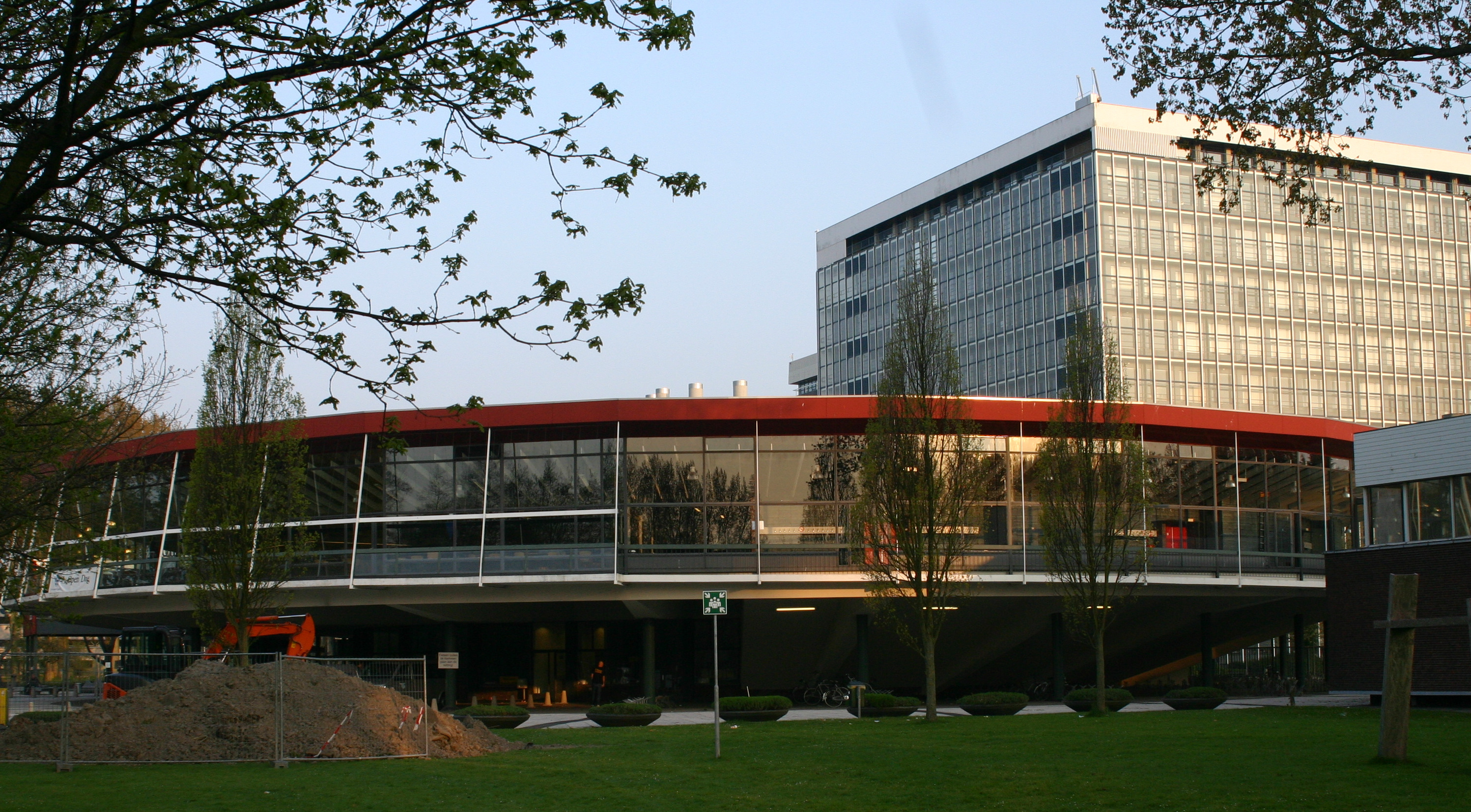
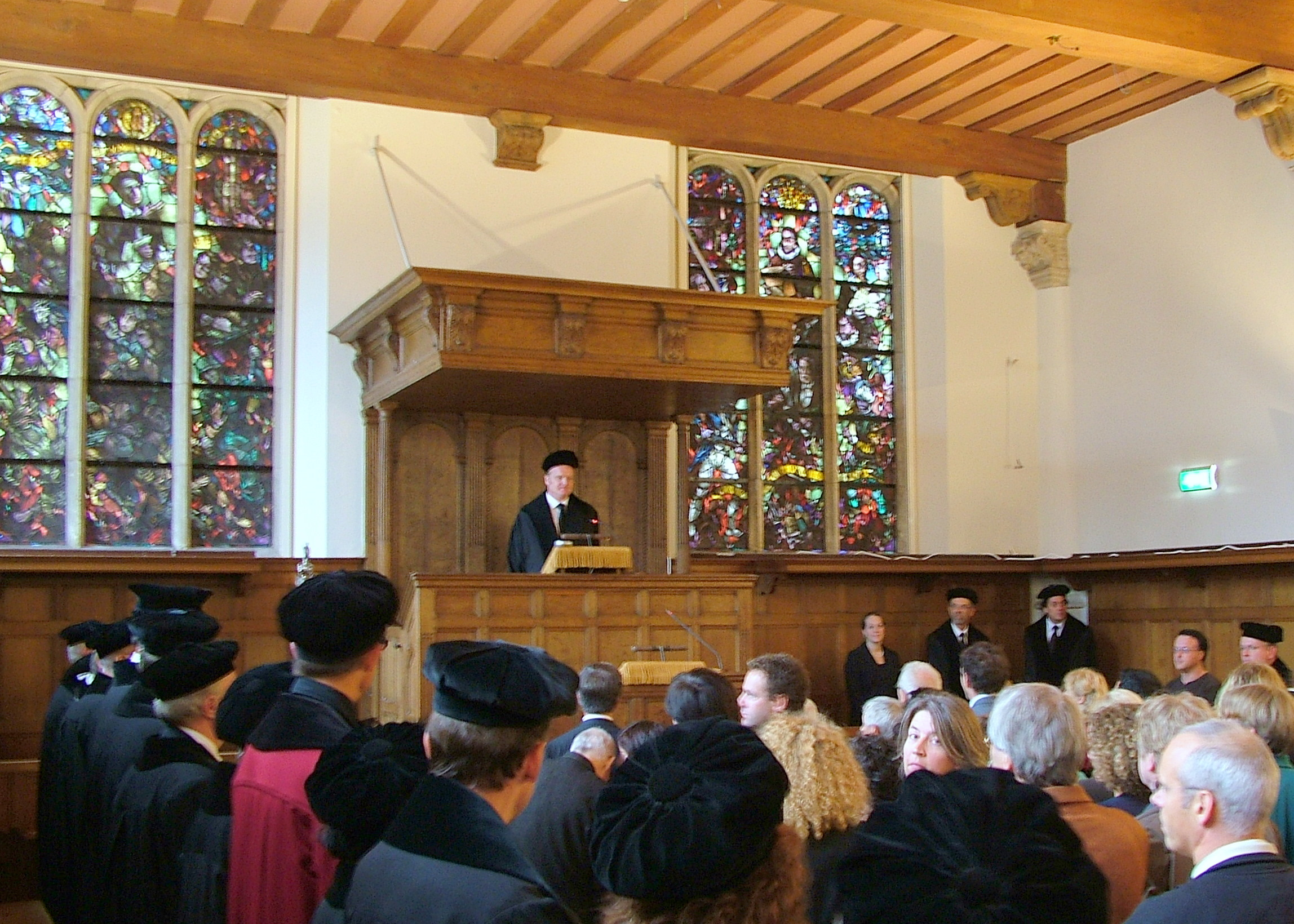